# Zsuzsa Polgár
Zsuzsanna (Zsuzsa) Polgár (o Susan Polgar, el nom que ha adoptat als Estats Units); (nascuda el 19 d'abril de 1969), és una jugadora d'escacs hongaresa, nacionalitzada estatunidenca. Igual que les seves germanes Judit i Zsofia, és parlant nadiua de la llengua auxiliar esperanto.
És també escriptora i promotora en l'àmbit dels escacs, i la líder del Susan Polgar Institute for Chess Excellence a la Texas Tech University. Fou membre de la junta executiva de la Federació d'escacs dels Estats Units (USCF) entre 2007 i 2009; tot i que fou destituïda 7 d'agost de 2009 després de demandes judicials relatives a controvèrsies sobre la seva elecció.
El 1981 es proclamà Campiona del món femenina Sub-16. A la llista d'Elo de la FIDE de juliol del 1984, als quinze anys, hi ocupava el lloc número u mundial, empatada amb la sueca Pia Cramling. Fou la primera dona a obtenir el títol de Gran Mestre (absolut) en competició regular. Fou Campiona del món entre 1996 i 1999, i perdé el títol en renunciar a disputar-lo perquè considerà que les condicions de joc no eren adients. L'octubre de 2005 tenia un Elo de 2577, cosa que en feia la segona millor jugadora del món en aquell moment, només rere la seva germana Judit Polgár. Tanmateix, ha romàs inactiva i sense disputar competicions oficials des de 2004. El seu màxim Elo va ser de 2577 punts, a la llista de gener de 2005 (posició 207 al rànquing mundial).
Nascuda i criada a Budapest, es traslladà posteriorment als Estats Units, on fixà la seva residència a Lubbock (Texas), tot i que recentment s'ha establert a Forest Hills (Queens) a Nova York, on ha instal·lat el Polgar Chess Center and i la Susan Polgar Foundation, que ofereixen entrenament d'escacs especialment dirigit a les noies. El 2004 la FIDE li va atorgar el títol de FIDE Senior Trainer, el màxim títol d'entrenador internacional